# Nacaduba intricata
Nacaduba intricata är en fjärilsart som beskrevs av Corbet 1938. Nacaduba intricata ingår i släktet Nacaduba och familjen juvelvingar. Inga underarter finns listade i Catalogue of Life.